# Cliamenella fraudatrix
Cliamenella fraudatrix är en kräftdjursart som först beskrevs av Oleg Grigor'evich Kussakin 1962.  Cliamenella fraudatrix ingår i släktet Cliamenella och familjen klotkräftor. Inga underarter finns listade i Catalogue of Life.